# Медвежий (Закарпатская область)
Медвежий (укр. Медвежий) — село в Горинчовской сельской общине Хустского района Закарпатской области Украины.
Население по переписи 2001 года составляло 74 человека. Почтовый индекс — 90427. Телефонный код — 3142. Код КОАТУУ — 2125385602.